# 샤론 테이트
샤론 마리 테이트(영어: Sharon Marie Tate, 1943년 1월 24일 ~ 1969년 8월 9일)는 미국의 배우로, 영화 감독 로만 폴란스키의 아내였다. 미국 육군 장교 폴 제임스 테이트(Paul James Tate) 대령과 그의 부인 도리스 그웬돌린 테이트(Doris Gwendolyn Tate) 사이에 세 딸 중 장녀로 텍사스주 댈러스에서 태어났다.
1961년 데뷔했으며 1968년 로만 폴란스키와 결혼했다. 1969년 8월 8일 폴란스키가 집을 비운 사이에 찰스 맨슨 일당이 캘리포니아주 로스앤젤레스에 소재한 자택을 습격하여 샤론을 포함한 5명이 수전 앳킨슨 등의 맨슨 일당에게 살해 당했다. 샤론 테이트는 찰스 맨슨과는 아무 연관성이 없으며 매우 억울하게 살해당한 것이었는데 찰스 맨슨의 음악성을 비판한 사람이 살던 집으로 이사왔기 때문에 화를 당한 것이다. 찰스 맨슨의 음악성을 비판한 사람은 찰스 맨슨을 비판한 직후 다른 곳으로 이사갔다.
사고 직후 싸움을 잘하는 이소룡이 샤론 테이트를 때려죽였다는 루머가 퍼지기도 했는데 사실 이소룡은 샤론 테이트의 무술 과외수업을 담당하는 가정교사 역할을 했었을 뿐이다. 진범이 잡히자 이런 루머는 사라졌다.

## 출연 작품

### 영화
- 바라바 (1961)
- 악마의 눈 (1966)
- 박쥐성의 무도회 (1967)
- 인형의 계곡 (1967; 골든 글로브상 여자신인상 후보)
- 12 + 1 (1969; 사후 개봉작)

### 텔레비전
- 비버리 힐빌리즈 (1963-65)

## 같이 보기
- 도미니크 던
- 크리스티나 그리미
- 레베카 쉐퍼
- 셀레나
- 도로시 스트래튼